# Sattelberg (Gachenbach)
Sattelberg ist ein Gemeindeteil der Gemeinde Gachenbach im oberbayerischen Landkreis Neuburg-Schrobenhausen. Es war bis 1971 Gemeindesitz der gleichnamigen Gemeinde.

## Lage
Das Dorf Sattelberg liegt inmitten der Hallertau in der Planungsregion Ingolstadt.

## Geschichte
Die Hofmark Sattelberg war bis zur Säkularisation 1802/3 im Besitz des Domkapitels Freising. Andreas Deindl aus Moosburg erwarb 1804 die ganze Hofmark samt Schloss, Kapelle, Ökonomiegebäuden, allen Grundstücken und einer Schafherde von 400 bis 500 Stück um 11000 Gulden und ließ als erstes die Schlosskapelle abreißen. Das Schloss verfiel und wurde um 1870 abgerissen. Im Zuge der Verwaltungsreformen in Bayern entstand mit dem Gemeindeedikt von 1818 die Gemeinde Sattelberg mit den Orten Birglbach und Ried. Am 1. Januar 1971 wurde die Gemeinde Sattelberg mit den Orten Birglbach und Ried nach Weilach eingemeindet. Diese Gemeinde wurde wiederum am 1. Mai 1978 nach Gachenbach eingegliedert.

## Baudenkmäler
Folgendes Baudenkmal ist in der Denkmalliste gelistet:
- Ehemaliges Kleinbauernhaus